# ラーフル・ガンディー
ラーフル・ガンディー （ヒンディー語：राहुल गांधी、英語：Rahul Gandhi、1970年6月19日 - ）は、インドの政治家。インド国民会議所属。

## 家族
ラーフル・ガンディーは、初代インド首相ジャワハルラール・ネルーから連なるインド政治界きっての名門一族、ネルー・ガンディー家の出身である。母は国民会議派の元総裁ソニア・ガンディー、父は元インド首相で1991年に暗殺されたラジーヴ・ガンディーである。また、祖母は同じく元インド首相で1984年に暗殺されたインディラ・ガンディーである。曾祖父が初代首相ネルー、さらにその一代前の高祖父モーティーラール・ネルーも有名な独立運動家であった。兄弟は2歳下の妹にプリヤンカ・ヴァドラがいる。

## 経歴

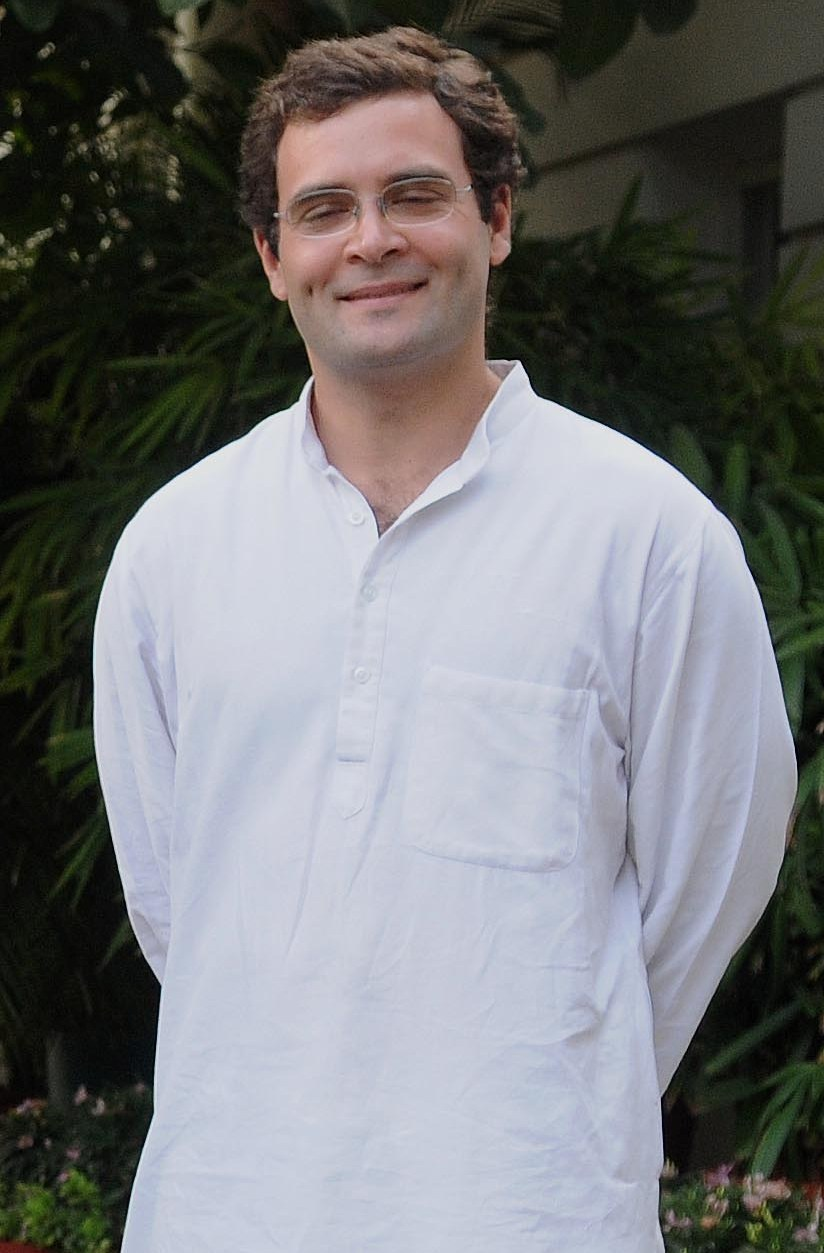
ラーフル・ガンディー

少年時代デリーの学校へ通った後、デヘラードゥーンにある名門パブリックスクールであるドゥーン・スクール（父ラージーヴの母校でもある）へ入学する。
その後デリー大学の聖ステファン・カレッジに入学する。1年後、アメリカのハーバード大学へ移り、そこで3年間在学した後に今度はフロリダ州のローリンズ・カレッジに移り、そこで1994年に文学士（B.A.）号を取得する。
その後にラーフルはケンブリッジ大学のトリニティー・カレッジにて開発経済学の分野で哲学修士（M.Phil.）号を取得した（このように2004年の総選挙中に自らが語っている。当時は偽名の「ラーフル・ヴィンチ」（Rahul Vinci）という名前で通っていたとメディアが報じている）。
その後ロンドンで経営戦略コンサルタント事務所でしばらく働き、2002年にインドに帰国してソフトウェア会社を始め、2003年に政界入りを決意するまでその仕事についていた。

### 政治家としての経歴
2003年より政界デビューが噂されるようになり、この頃から母ソニア・ガンディーとともに国民会議派の政治集会やその他の公式の場へ積極的に姿を現すようになった。同じ時期にパキスタンへも平和友好の目的（クリケットのインド対パキスタンの試合を観戦）ということで訪れている。2004年の連邦下院選挙に立候補し、かつて父ラジーヴも選挙で勝った地元アメーティー選挙区で当選する（なお、同選挙で国民会議派が大勝し与党の座に返り咲いた）。
政治キャリアはまだ浅くその政治手腕は未知数ながらも、その血筋から次代の国民会議派リーダーと目されており、インド国内および海外のメディアから注目を集めつつある。2007年には国民会議派の幹事長に選出されている。
2013年には国民会議派の副総裁に選出されている。2017年には国民会議派の総裁に選出されている。
2014年の総選挙を控え、国民会議派内部から首相候補として提案する声もあったが、国民会議派の総裁であり母親でもあるソニア・ガンディーが拒否。首相候補から外れ、選挙の責任者として各地で活動するものの選挙自体は惨敗に終わった。
2019年の総選挙でも、国民会議派は惨敗に終わり、総裁を辞任した。
2023年3月、2019年の総選挙でのモディ―首相への名誉毀損で有罪判決を受け、議員資格を失った。同年8月4日、最高裁判所はこの有罪判決の効力を一時停止する決定を下した。「公人として慎重に発言すべきだった」と指摘した一方、下級審が同罪の最高刑にあたる禁錮2年を言い渡した理由について十分な説明がなかったと判断した。同月7日に議員資格が回復され、議員に復帰した。

## 日本との関係
2008年2月に訪日し、内閣総理大臣（当時）の安倍晋三との会談で経済連携協定（EPA）推進などが話し合われた。